# Félix Granet
Pour les articles homonymes, voir Granet.
Félix Granet, né à Marseille le 29 juillet 1849 et mort à Saint-Raphaël le 12 mars 1936, est un haut fonctionnaire et homme politique français du XIXe siècle.

## Biographie

### Jeunesse et études
Félix Armand Etienne Granet naît dans une famille de la bourgeoisie marseillaise en 1849. Il est un parent de François Omer Granet, homme politique marseillais et député. 
Il effectue ses études au Lycée de Marseille, actuel Lycée Thiers. Brillant, il décroche des premiers et deuxièmes prix en discours latin, ainsi qu'un accessit en histoire, dans le concours de l'Académie d'Aix-Marseille et d'Algérie. En 1865, il est premier prix du Concours général en latin.

### Parcours au sein de la haute fonction publique
Il commence sa carrière lors de la fondation de la Troisième République le 4 septembre 1870. Il est nommé secrétaire de la commission départementale des Bouches-du-Rhône. 
Il est nommé Secrétaire général de la préfecture de Lozère en 1876. Il est nommé suivant au même poste à la préfecture de l'Hérault. Il est révoqué le 16 mai du fait de ses opinions républicaines, puis est rappelé, avec avancement, après la victoire républicaine des 363.
Il est nommé préfet de la Lozère le 18 décembre 1877, puis préfet de la Vienne le 3 septembre 1879.
Il devient directeur du personnel au ministère de l'Intérieur le 15 juin 1880.

### Parcours politique
Il démissionne de ce poste en août 1881 pour être candidat aux élections législatives. Il obtient au premier tour 5216 voix (sur 15 433 votants), et se désiste en faveur de Georges Clemenceau ; celui-ci décide de prendre le siège de député de Paris, alors, se représentant en décembre 1881 dans le même département, Granet obtient 8280 voix, battant ainsi Hélion de Barrême, et devenant député des Bouches-du-Rhône.
Il se place à l'extrême-gauche, mais ne vote pas toujours avec les députés les plus extrêmes. Il suit généralement les votes de Clemenceau. Il se rapproche du journal La Nouvelle Presse, dans lequel il publie des articles qui sont, à l'époque, remarqués. Il prend parti contre l'opportunisme, et contribue, en janvier 1882, à la chute du ministère Gambetta. 
Il vote contre la proposition, déposée par Gaston Gerville-Réache, d'un système électif pour la justice. En séance, Granet affirme que « Le peuple, seul souverain, ne peut exercer directement la justice. Doit-il en déléguer l'exercice à des juges élus à temps ? Là est la question. Or, toute élection suppose une lutte, et l'idée de lutte est incompatible avec celle de justice. Tout juge élu aura ses clients et y perdra de sa dignité ».
Il est réélu en 1885. Cela lui permet d'être nommé Ministre des Postes et Télégraphes du 7 janvier 1886 au 29 mai 1887 dans le troisième gouvernement de Charles de Freycinet. Il est éclaboussé par un scandale du fait de certaines mesures relatives au personnel de son ministère et notamment la faveur inexplicable dont 37 « attachés » auraient été l'objet en dehors des règles ordinaires d'avancement.

## Philatélie

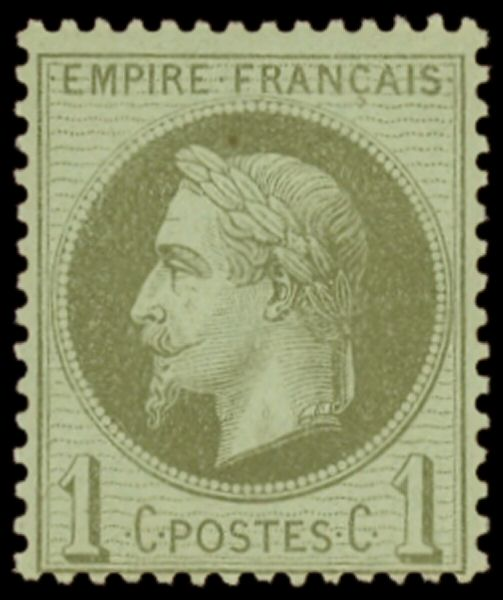
1c empire lauré

Une série de timbres, destinée à reconstituer les collections officielles, porte son nom. Cette réimpression Granet de 1887, contient :
- le 1c empire lauré vert-olive sur bleuté (Yvert n° 25f)
- les 10c et 20c du siège de Paris (Yvert 36f et 37h),
- le 20c Céres de 1871 bleu (Yvert n° 60f),
- 27 timbres du type Paix et Commerce (Sage, tous au type II, dont le 20c bleu (Yvert n°73) non émis.

Tous ces timbres sont non dentelés et ont la particularité de prendre une couleur jaune sous la lumière de Wood (lumière noire).

## Vie privée
Il est proche de Périclès Grimanelli, avec qui il a étudié au lycée de Marseille. Il devient son beau-frère lorsqu'il se marie avec Thérèse Granet, la sœur de Félix.

## Sources
- « Félix Granet », dans Adolphe Robert et Gaston Cougny, Dictionnaire des parlementaires français, Edgar Bourloton, 1889-1891 [détail de l’édition]